# Isoponto genético
Na genealogia genética, isoponto genético é o ponto mais recente no passado de uma determinada população de tal maneira que cada indivíduo vivo neste ponto ou não tem descendentes vivos, ou é ancestral de qualquer indivíduo vivo no presente. Este ponto está mais no passado do que o ancestral comum mais recente (MRCA) da população.

## Cálculo
Um conjunto de irmãos tem um isoponto genético há uma geração: os seus pais. Da mesma forma, primos de primeiro grau duplos têm um isoponto genético há duas gerações: os quatro avós.
Considerando todos os humanos vivos hoje e voltando atrás no tempo, eventualmente chegamos ao MRCA de todos os humanos. O MRCA teve muitos companheiros contemporâneos. Muitos desses contemporâneos tinham linhas de descendência até algumas pessoas que vivem hoje, mas não de todas as pessoas que vivem hoje. Outros não tiveram filhos, ou tiveram descendentes, mas todas as linhagens descendentes estão agora totalmente extintas.
Indo mais para trás, todos os ancestrais do MRCA também são ancestrais comuns a todos os humanos, mas não os mais recentes. À medida que retrocedemos no tempo, outros ancestrais comuns serão encontrados em outras linhas, resultando em cada vez mais da população antiga sendo ancestrais comuns. Eventualmente, chega-se ao ponto em que todas as pessoas da população passada se enquadram em uma das duas categorias: ou são ancestrais comuns, com pelo menos uma linha de descendência para todos os que vivem hoje, ou não são ancestrais a ninguém vivo hoje, porque as suas linhas de descendência estão completamente extintas em todos os ramos. Este ponto no tempo é chamado de isoponto genético.
Joseph T. Chang propôs que numa população grande e bem misturada de tamanho N, só temos que percorrer 1.77log2 (N) gerações no passado até encontrar o momento em que todos na população (que deixaram descendência até aos dias de hoje) são ancestrais a toda a população. Por exemplo, uma população de 4.000 indivíduos teria, em média, um ancestral comum mais recente cerca de 13 gerações anteriores e um isoponto genético cerca de 24 ou 25 gerações anteriores. Este modelo assume a escolha aleatória de parceiros, o que não é realista para a população humana, onde os obstáculos geográficos reduziram bastante a mistura em toda a população.

## Isoponto genético deHomo sapiens
O isoponto genético para o Homo sapiens tem sido objeto de debate. Em 2004, Rohde, Olson e Chang mostraram através de simulações que, dada a falsa suposição de escolha aleatória de parceiros sem barreiras geográficas, o isoponto genético para todos os humanos seria surpreendentemente recente, na ordem de 5.000-15.000 anos atrás. Ralph e Coop (2013), considerando a população europeia e trabalhando a partir da genética, chegaram a conclusões semelhantes para a recente ancestralidade comum dos europeus.
Todas as pessoas vivas compartilham exatamente o mesmo conjunto de ancestrais antes do isoponto genético, até o primeiro organismo unicelular. No entanto, as pessoas variam muito em quanta ancestralidade e quantos genes herdam de cada ancestral, o que fará com que tenham genótipos e fenótipos muito diferentes.
Isso é ilustrado na simulação de 2003 da seguinte forma: considerando as populações ancestrais vivas em 5.000 AEC, perto do isoponto genético, um japonês moderno terá 88,4% de sua ascendência do Japão e a maior parte do restante da China ou Coreia, com apenas 0,00049% rastreado até à Noruega; por outro lado, um norueguês moderno terá mais de 92% de sua ascendência da Noruega (ou mais de 96% da Escandinávia) e apenas 0,00044% do Japão.
Assim, embora o norueguês e o japonês compartilhem o mesmo conjunto de ancestrais, esses ancestrais aparecem em sua árvore genealógica em proporções dramaticamente diferentes. Um japonês em 5000 AEC com descendentes atuais provavelmente aparecerá triliões de vezes na árvore genealógica de um japonês moderno, mas pode aparecer apenas uma vez na árvore genealógica de um norueguês. Uma pessoa norueguesa de 5000 AEC também aparecerá muito mais vezes na árvore genealógica de uma pessoa norueguesa típica do que aparecerá na árvore genealógica de uma pessoa japonesa.